# Popis woreda u Amharskoj regiji
Ovo je popis 105 woreda ili okruga, u regiji Amhara u Etiopiji, sastavljen na temelju podataka Središnje statističke agencije.
- Achefer
- Addi Arkay
- Adet
- Alefa
- Amba Sel
- Angolalla Terana Asagirt
- Ankesha
- Ankober
- Antsokiyana Gemza
- Artuma Fursina Jile
- Awabel
- Bahir Dar Zuria
- Banja
- Baso Liben
- Bati
- Belessa
- Berehet
- Beyeda
- Bibugn
- Bugna
- Bure Wemberma
- Chefe Golana Dewerahmedo
- Chilga
- Dabat
- Dangila
- Dawuntna Delant
- Debarq
- Debay Telatgen
- Debre Berhan Zuria
- Debre Marqos
- Debre Sina
- Debre Tabor
- Dega Damot
- Dehana
- Dejen
- Dembecha
- Dembiya
- Dera
- Dessie
- Dessie Zuria
- Ebenat
- Efratana Gidim
- Enarj Enawga
- Enbise Sar Midir
- Enemay
- Este
- Faggeta Lekoma
- Farta
- Fogera
- Gera Midira Keya Gebriel
- Geshe Rabel
- Gidan
- Goncha Siso Enese
- Gondar
- Gondar Zuria
- Guangua
- Guba Lafto
- Guzamn
- Habru
- Hagere Mariamna Kesem
- Hulet Ej Enese
- Jabi Tehnan
- Jama
- Jan Amora
- Kalu (woreda)
- Kemekem
- Kelala
- Kewet
- Kobo
- Kombolcha
- Kuarit
- Kutaber
- Lay Armachiho
- Lay Betna Tach Bet
- Lay Gayint
- Legambo
- Machakel
- Mafud Mezezo Mojana
- Mam Midrina Lalo Midir
- Magdala
- Meket
- Merawi
- Metemma
- Minjjarna Shenkora
- Moretna Jiru
- Qwara
- Sanja
- Sayint
- Sekela
- Soqota
- Shebel Berenta
- Simada
- Siyadebrina Wayu Ensaro
- Tach Gayint
- Tehuledere
- Tenta
- Wadla
- Wegde
- Wegera
- Weldiya
- Were Babu
- Were Ilu
- Weremo Wajetuna Midarema
- Zikuala